# マリー・フェステティクス

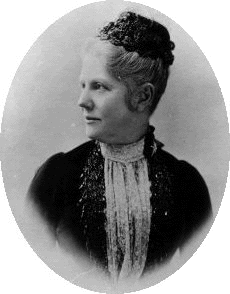
マリー・フェステティクス・デ・トルナ伯爵夫人

マリー・フェステティクス・デ・トルナ伯爵夫人 (Marie Gräfin Festetics de Tolna、1839年10月20日 - 1923年4月17日) はハンガリーの貴族、女官。
オーストリア皇后エリーザベトに仕えたことで知られている。

## 生涯
ハンガリー系貴族の父シャーンドルとドイツ系貴族の母マリー・ヨゼフィーネのもとに8人目の子供として生まれ、ハンガリーで、ドイツ語とハンガリー語のバイリンガル家庭で育つ。
親交があったハンガリー人政治家アンドラーシ・ジュラの取り成しで、オーストリア皇后エリーザベトの女官に就任する。マリーは、自分自身の人生を自由に送ることができなくなるのではないかという不安と、気難しい皇后に関する噂を聞いていたため、その地位を受け入れることを長い間躊躇していたが、彼女はすぐにエリーザベトを気に入り、生涯を通じて彼女を尊敬し続けた。ただ、マリーを手放したくない皇后の要請・命令により、縁談をすべて拒否しなければならなかった。また、ウィーン宮廷で力を持っていたエリーザベトの義母であるゾフィー大公妃は、マリーのようなハンガリー人を毛嫌いしていた。
1898年9月10日のジュネーブで、エリーザベトがアナーキストのルイジ・ルケーニによって暗殺された後、マリーはウィーン宮廷を離れ、1923年、ハンガリーで死去した。
彼女の日記はエリーザベト皇后の生活を後世に伝える重要な資料になっている。